# Anton Tumbrägel
Anton Tumbrägel (* 7. März 1925 in Krimpenfort bei Lohne; † 13. April 2000 in Cloppenburg) war ein deutscher katholischer Priester und Erforscher von Hausinschriften, besonders des Oldenburger Münsterlandes.

## Leben
Anton Tumbrägel arbeitete während seines Studiums an der Universität Freiburg als Mitarbeiter von Johannes Vincke am Institut für Religiöse Volkskunde. Außerdem war er mit Joachim Widera befreundet, der später ebenfalls am Lehrstuhl von Johannes Vincke arbeitete und – wie Tumbrägel – eine wichtige Studie zur Hausinschriftenforschung vorlegte.
Wohl auf Anraten Vinckes, zu dessen Inschriftenforscher-Kreis er zählte, veröffentlichte Tumbrägel bereits 1950 und 1957 zwei erste volkskundliche Aufsätze zum „Lebensgefühl“ in Hausinschriften. In diesen spürt er der Frage nach, ob bzw. inwiefern sich Zeitströmungen (wie z. B. die Säkularisation) auch in Hausinschriften niederschlagen. Weitaus wichtiger und grundlegender für die nachfolgenden Forschungen an Hausinschriften aber ist die 1959 veröffentlichte Monographie „Hausinschriften des Oldenburger Münsterlandes“, in der Tumbrägel beispielhaft die gründliche kulturhistorische Einbettung der Hausspruch- und Hausinschriftentradition gelingt und die ihn als „Pionier der Hausinschriftenforschung im Oldenburger Münsterland“ ausweist.
Der 1951 in Münster durch Bischof Keller zum Priester Geweihte wirkte zunächst in Garrel, Bösel, Strücklingen und Dinklage, ehe er 1965 zum Pfarrer der Gemeinde St. Peter in Wildeshausen ernannt wurde. 1972–1978 wirkte er als Familienseelsorger in Damme, ehe er als Pfarrer in St. Marien zu Halen sein seelsorgerisches Grundanliegen formulierte: „Die Familie hat Priorität und bedeutet ein Stück Zukunft“. Denn, so Tumbrägels frühe und nüchterne Analyse der neueren gesellschaftlichen Entwicklungen, die Zukunft der Gesellschaft liege „in der kleinen Gruppe“, der kleinsten gesellschaftlichen Einheit, der Familie. Familienseelsorge hieß für Tumbrägel daher immer auch: „als Anwalt der Menschen Antwort auf die gravierenden Sinnfragen unserer Tage zu geben“. Auch wenn ihm der Zuspruch seitens der kirchlichen Behörden oft versagt blieb, so erwies sich das Leitmotiv seines seelsorgerischen Wirkens, das beim Einzelnen, dem unmittelbaren Kontakt (z. B. in regelmäßigen Familienkreisen) ansetzte und der Devise „Alles durch die Laien, nichts ohne den Priester“ verpflichtet war, als eindeutig zukunftsweisender Ansatz. Dennoch scheint sein Verhältnis zur Amtskirche in ebendieser Phase nicht frei von Spannungen gewesen zu sein, womöglich deswegen, weil er „in seinen seelsorgerlichen Methoden weiter und tiefer gedacht“ hat „als andere“ worauf der mit Tumbrägel befreundete Wiener Theologie-Professor Paul Zulehner in seiner Festpredigt zu dessen 40-jährigem Priesterjubiläum explizit einging mit seinem Rat, „auf den an sich erwartbaren Dank der kirchlichen Behörden verzichten zu lernen“.